# Distretto di Kishuara
Il distretto di Kishuara è un distretto del Perù nella provincia di Andahuaylas (regione di Apurímac) con 8.033 abitanti al censimento 2007 dei quali 1.365 urbani e 6.668 rurali.
È stato istituito il 20 gennaio 1944.